# Skärholmen (Stockholms tunnelbana)
Skärholmen ist eine unterirdische Station der Stockholmer U-Bahn. Sie befindet sich im gleichnamigen Stadtteil Skärholmen. Die Station wird von der Röda linjen des Stockholmer U-Bahn-Systems bedient. Sie zählt zu den viel frequentierten Stationen des U-Bahn-Netzes. An einem normalen Werktag steigen hier 13.650 Pendler zu und um.
Die Station wurde am 1. März 1967 als 64. Station der Tunnelbana in Betrieb genommen, als der Abschnitt der Röda linjen zwischen Sätra und Skärholmen eingeweiht wurde. Bis zum 2. Dezember 1967 war sie auch Endstation der Linie T13. Danach fuhren die Züge über den neuerbauten Abschnitt bis zur nächsten Station Vårberg. Die Bahnsteige befinden sich ca. fünf Meter unter der Erde. Die Station liegt zwischen den Stationen Sätra und Vårberg. Bis zum Stockholmer Hauptbahnhof sind es etwa 10 km.